# 平原テツ
平原 テツ（ひらはら テツ、1978年4月25日 - ）は、日本の俳優。福岡県出身。空（くう）所属。身長180cm、体重69kg。血液型はA型。趣味はゲーム、アニメ。特技はバスケットボール。

## 略歴
劇団reset-Nを経て、2009年より劇団ハイバイに所属。以降は舞台を中心に、テレビドラマや映画、CMに出演。

## 出演

### 映画
- カラスの親指（2012年） - コンビニ店員 役
- 秘密 THE TOP SECRET （2016年）
- ミュージアム（2016年） - 風間 役
- SCOOP!（2016年） - 平原 役
- 3月のライオン前編（2017年） - 佐々木先生 役
- 22年目の告白 -私が殺人犯です-（2017年）
- 心が叫びたがってるんだ。（2017年） - 成瀬泰史（成瀬順の父） 役
- 東京喰種トーキョーグール（2017年） - 記者 役
- ユリゴコロ（2017年） - 藤本刑事 役
- ラプラスの魔女（2018年） - 職員 役
- ハナレイ・ベイ（2018年）
- キングダム（2019年4月19日、東宝）
- 麻雀放浪記2020（2019年）
- 貞子（2019年）
- 最初の晩餐（2019年）
- 望み（2020年10月9日）
- 朝が来る（2020年10月23日） - 片倉勝 役
- シン・ウルトラマン（2022年5月13日）[2]
- ファミリア（2023年1月6日）
- ゴジラ-1.0 (2023年11月3日)
- 首（2023年11月23日） - 菩薩の権蔵 役
- ショウタイムセブン（2025年2月7日） - 頓宮豊 役[3]

### テレビドラマ
- 連続テレビ小説 （NHK）
  - ゲゲゲの女房（2010年）
  - 花子とアン（2014年） - 執事 役
  - まんぷく（2018年） - 村城啓治 役
  - エール 第1週5話（2020年）[4]
  - ちむどんどん（2022年） - 宮里先生 役
  - らんまん（2023年） - 上田甚八 役
- 生むと生まれるそれからのこと（2011年、NHK BSプレミアム）
- カレ、夫、男友達（2011年、NHK）
- 恋するハエ女 （2012年、NHK）
- つるかめ助産院（2012年、NHK）
- 安堂ロイド（2013年、TBS）
- 終電バイバイ（2013年、TBS）
- 家族狩り（2014年、TBS）
- 大河ドラマ （NHK）
  - 花燃ゆ （2015年）
  - おんな城主　直虎（2017年）
  - いだてん〜東京オリムピック噺〜（2019年） - 大島鎌吉 役
- 洞窟おじさん（2015年、NHK BSプレミアム）
- 461個のありがとう。 〜愛情弁当が育んだ父と子の絆〜 （2015年、NHK BSプレミアム） - BIKKE 役
- ゴッドタン 〜The God Tongue 神の舌〜「私の落とし方 発表会」（2016年、テレビ東京）
- 潜入捜査アイドル・刑事ダンス 第1話（2016年、テレビ東京） - 内藤心 役
- 螻蛄（2016年、BSスカパー!） - 秋野 役
- ドラマスペシャル 警部補・碓氷弘一 〜殺しのエチュード〜（2017年、テレビ朝日） - 神尾（警視庁捜査一課5係 刑事）役
  - ドラマスペシャル 警部補・碓氷弘一 〜マインド〜（2018年） - 神尾 役
- 1942年のプレイボール（2017年、NHK）
- 3人のパパ（2017年、TBS）
- マッサージ探偵ジョー 第3話（2017年、テレビ東京） - 大林健司 役
- カルテット（2017年、TBS）  - 岡中兼 役
- バウンサー（2017年、BSスカパー!） - 警官・大川 役
- 民衆の敵〜世の中、おかしくないですか!?〜 第3話（2017年、フジテレビ） - 店主 役
- ショートショート木皿泉劇場「道草」（2017年、NHK BSプレミアム） - サラリーマンの男 役
- 大江戸ロボコン（2017年、NHK Eテレ）『Rの法則』内で放送 - 南町与力・児島 役
- コウノドリ（2017年、TBS） - 七村保 役
- 名刺ゲーム（2017年、WOWOW） - 森岡 役
- あったまるユートピア（2018年、NHK） - 城殿直哉 役
- #声だけ天使 第9話・第10話（2018年、AbemaTV） - スマイリー 役
- 記憶（2018年、フジテレビONE/TWO/NEXT×J:COM） - スーパーの店長 役
- イノセント・デイズ 最終話（2018年、WOWOW） - 店員 役
- dele 第6話（2018年、テレビ朝日） - 広瀬 役
- 透明なゆりかご 第3話（2018年、NHK）
- 白い巨塔（2019年、テレビ朝日）
- THE GOOD WIFE / グッドワイフ 第3話（2019年、TBS） - 北原隆司 役
- フルーツ宅配便 第8話（2019年、テレビ東京） - 松島 役
- さすらい温泉♨遠藤憲一 第十二湯（2019年4月3日、テレビ東京） - 湯治客 役
- ボイス 110緊急指令室 第1話 - 第3話（2019年、日本テレビ） - 相良卓也 役
- 絶メシロード 第1話（2020年1月25日、テレビ東京） - 田淵 役
- アノニマス〜警視庁“指殺人”対策室〜（2021年、テレビ東京）
- 監察医 朝顔 第2シリーズ 第15話・最終話（2021年2月22日・3月22日、フジテレビ） - 市川継男 役
- インフルエンス（2021年、WOWOW）
- きれいのくに（2021年、NHK） - 橋本宏之 役
- 月曜プレミア8 「脳科学弁護士 海堂梓 ダウト」（2021年4月12日、テレビ東京） - 冬川忠司 役
- 今ここにある危機とぼくの好感度について （2021年、NHK） - 山崎ディレクター 役
- ラジエーションハウスII〜放射線科の診断レポート〜 第11話（2021年12月13日、フジテレビ） - 巣鴨直也 役
- 孤独のグルメ（テレビ東京）
  - 孤独のグルメ2021大晦日スペシャル〜激走！絶景絶品・年忘れロードムービー〜（2021年12月31日）
  - 孤独のグルメ Season10 第5話（2022年11月5日） - 竹内（声のみ)
- ユーチューバーに娘はやらん! 第4話（2022年2月7日 、テレビ東京） - 野口洋之 役
- ザ・タクシー飯店 第1話（2022年6月2日、テレビ東京） - 平野 役
- 特集ドラマ ももさんと7人のパパゲーノ（2022年8月20日、NHK総合） - おむすび 役[5]
- 競争の番人 第8話（2022年8月29日、フジテレビ） - 樋山雄也 役
- ガリレオ 禁断の魔術（2022年9月17日、フジテレビ） - 長岡修 役
- 拾われた男（2022年、ディズニープラス）
- シャイロックの子供たち（2022年、WOWOW） - 鹿島課長 役
- PICU 小児集中治療室（2022年、フジテレビ） - 原口裕二 役
- ママはバーテンダー〜今宵も踊ろう〜 第5話（2023年、BSTBS） - 梶田翔吾 役
- リエゾン -こどものこころ診療所- 第6話（2023年、テレビ朝日）
- 女神の教室〜リーガル青春白書〜 最終話（2023年、フジテレビ） - 池田 役
- クライムファミリー 最終話（2023年、フジテレビ）
- 日本テレビ開局70年スペシャルドラマ「テレビ報道記者〜ニュースをつないだ女たち〜」（2024年3月5日、日本テレビ） - 御厨庸 役[6]
- 滅相も無い（2024年4月17日 - 6月5日、MBS・TBS） - 起業家の真吾 役[7][8]
- 95 第2話（2024年4月15日、テレビ東京） - カラオケ店店長 役[9]
- JKと六法全書（2024年4月19日 - 6月7日、テレビ朝日） - 剣崎謙 役
- 花咲舞が黙ってない2024 第4話〜（2024年5月4日-、日本テレビ） - 川野直秀 役[10]
- 柚木さんちの四兄弟。 第8話（2024年6月6日、NHK） - 市川先生 役
- バントマン（2024年10月12日 - 12月21日、東海テレビ・フジテレビ） - 藤堂俊介 役[11][12]
- 東京サラダボウル（2025年1月7日 - 3月4日、NHK総合・NHK BS4K） - 太良尾保 役[13]
- 家政夫のミタゾノ 第7シーズン 最終話（2025年3月11日、テレビ朝日） - 本宮 役[14]
- DOPE 麻薬取締部特捜課 第1話・第6話（2025年7月4日・8月8日、TBS） - 辻川克之 役[15]

### 配信ドラマ
- 地面師たち（2024年7月25日 - 、Netflix） - 大久保 将也 役[16]

### ナレーション
- Paraviオリジナルコンテンツ世界の美しい椅子
- Paraviオリジナルコンテンツ美しい椅子と女たち
- amazonプライムTV-CM

### CM
- コンタクトのアイシティ「くればわかります」篇
- ミスタードーナツクリスマスセット「それはちょっと」篇
- ミスタードーナツスヌーピーのモンブランハウス「家欲しい」篇
- ヘパリーゼWダブル「チャイコフスキー」篇
- マクドナルド  「Buy one Get oneポテト」（声の出演）
- toto W杯の興奮「オフィス」篇
- 西日本新聞　web 広告 qBiz　第6弾　「紗英子と直樹とのりこの話」
- カルカン ねこまっしぐら お店限定ショートムービー 声の出演
- 資生堂エリクシール
- LIMIA
- キリン一番搾り
- バンドエイドキズパワーパッド
- JapanTaxi「ジャパンタクシーの男」篇（2018年11月 - ） - 吉田鋼太郎・温水洋一・吉村界人・ふるごおり雅浩と共演[17]
- KAGOMEカゴメコーポレートブランドCM「よろこびを、一から土から、トマトから。」
- KDDIトビラ・スマートドローン篇「地球の暮らしを新しい選び方でつなぐ。」

### 舞台
- ハイバイ
  - 「て」（2008年）
  - 「オムニ出す」（2008年）
  - 「て」（2009年）
  - 「『ヒッキー・カンクーントルネード』の旅2010」（2010年）
  - 「投げられやすい石」（2011年）
  - 「七つのおいのり」（2011年）
  - 「ある女」（2012年）
  - 四国学院大学「われわれのモロモロ 四国学院編」（2012年）
  - 「ポンポン お前の自意識に小刻みに振りたくなるんだ ポンポン」（2012年）
  - 「霊感少女ヒドミ」（2012年）
  - ハイバイ10周年記念全国ツアー「て」（2013年）
  - 「月光のつゝしみ」（2013年）
  - 「おとこたち」（2014年）
  - 「霊感少女ヒドミ」（2014年）:平原初の野外公演[18]
  - 「ヒッキー・カンクーントルネード」（2015年）
  - 「夫婦」（2016年）
  - 「おとこたち」（2016年）
  - 「ワレワレのモロモロ」（2016年）
  - 「ハイバイ、もよおす」（2017年）
  - 「ヒッキー・ソトニデテミターノ」（2018年）
  - 「て」（2018年）

- パルコプロデュース
  - 「世界は一人」（2019年）

- reset-N
  - 「繭」（2008年）

- 五反田団
  - 「新年工場見学会08」（2008年）
  - 「新年工場見学会09」（2009年）
  - 「新年工場見学会2010」（2010年）
  - 「新年工場見学会2012」内「金子の退団のニセモノ」（2012年）
  - 「お正月工場見学会2013」内「大作映画のニセモノー多分スターウォーズー」（2013年）
  - 「お正月工場見学会2014」内「大衆演劇のニセモノ」（2014年）

- 狂言劇場その四
  - 「唐人相撲」（2008年）
  - 「唐人相撲」（2009年）

- ポかリン記憶舎
  - 「鳥のまなざし」（2008年）

- 野村萬斎演出
  - 国盗人―W.シェイクスピア「リチャード三世」より（2009年）

- toi
  - 「四色の色鉛筆があれば」（2009年）

- ポツドール
  - 欧州ツアー「愛の渦」（2013年）

- アル☆カンパニー
  - 「失望のむこうがわ」（2014年）

- オフィスコットーネ
  - 番外公演その壱「海のホタル」（2014年）

- ミエ・ユース演劇ラボ
  - 「マチマチのオムニバス」（2015年）

- 梅田芸術劇場
  - 三島由紀夫没50周年記念「MISHIMA2020『真夏の死』」（2020年）

- 劇団た組
  - 「誰にも知られず死ぬ朝」（2020年）
  - 「ぽに」（2021年）
  - 「もはやしずか」（2022年）
  - 「綿子はもつれる」（2023年）
  - 「ドードーが落下する」（2022年・2025年）[19]

- シス・カンパニー
  - 「いつぞやは」（2023年） - 一戸役（怪我で降板した窪田正孝に代わり出演）